# Helcogramma rosea
Helcogramma rosea és una espècie de peix de la família dels tripterígids i de l'ordre dels perciformes.

## Morfologia
- Els mascles poden assolir 3,3 cm de longitud total.[3]

## Hàbitat
És un peix marí de clima tropical.

## Distribució geogràfica
Es troba a Sri Lanka i la Mar d'Andaman.